# Толстой, Иван Андреевич
Ива́н Андре́евич Толсто́й (1644 — 5 сентября 1713) — русский государственный деятель петровского времени, воевода Уфы. Представитель рода Толстых, брат графа П. А. Толстого, свояк царя Фёдора Алексеевича. От него происходит нетитулованная ветвь рода (с 1910 г. известная также как Толстые-Милославские).

## Биография
Сын Андрея Васильевича Толстого и Степаниды Михайловны Милославской, племянник И. М. Милославского. Служил стрелецким полковником. 18 марта 1672 году возведен в стряпчие. С 1677 по 1692 год — стольник. В 1676—1679 годах сопровождал царя Федора Алексеевича на богомолье. В 1682 году назначен воеводой в Смоленск, позднее — ротмистром 15-й роты стольников в Крымском походе, служил «держальником» боярина И. И. Милославского.
В 1702 году — первый губернатор крепости Троицк (ныне Таганрог), назначенный Петром I. Первоначально резиденция находилась в Азове, которому до 1712 года административно подчинялся Таганрог. В 1704 году переехал в Таганрог на постоянное жительство.
После учреждения губерний — первый губернатор города Азова. В 1708 году принимал участие в подавлении бунта Кондратия Булавина.
После неудачного 2-го Прутского похода (1711) Азов был возвращен туркам и Толстой остался без должности. После отставки он прожил всего около двух лет и скончался в чине тайного советника «в новом транжементе у Черкасска».
Толстой был женат на Марии Матвеевне Апраксиной, родной сестре царицы Марфы Матвеевны. Прапрапрадед поэта Фёдора Ивановича Тютчева. Предок рода Толстых-Милославских.